# Axel (Holandia)
Axel – wieś w prowincji Zelandia, w Holandii. Według danych na rok 2018 wieś zamieszkiwało 6930 osób, a gęstość zaludnienia wyniosła 3614 os./km².
W dniach 16–19 września 1944 roku miejscowość została wyzwolona przez polską 1 Dywizję Pancerną gen. Stanisława Maczka.

## Klimat
Klimat jest umiarkowany. Średnia temperatura wynosi 8 °C. Najcieplejszym miesiącem jest lipiec (18 °C), a najzimniejszym miesiącem jest luty (0 °C).